# Александър Вутимски
Александър Коцев Вутов, с псевдоним Александър Вутѝмски, е български поет, сред първите автори на творби с хомосексуална тематика и естетика в българската поезия.

## Биография
Вутимски е роден в Своге и до 10-годишна възраст живее в родния си град. След загубата на близките си – майка, баща, двама братя, – починали в продължение на една година от туберкулоза, се премества в София. Отначало живее при сестра си, която също умира от туберкулоза през 1937 година, а после при единствено оцелелия си брат Кирил. В 1937 година завършва Първа софийска мъжка гимназия. От 1938 година учи класическа филология в Софийския университет, но заболява от туберкулоза и след една година прекъсва учението си. В периода 1939 – 1943 година сътрудничи на списание „Златорог“. Лекува се безрезултатно в различни санаториуми в страната, от пролетта на 1941 година – в санаториума на Сурдулица. Умира на 23 септември 1943 година.
Литературната награда „Александър Вутимски“ се връчва в негова памет.

## Творчество
Първото му отпечатано стихотворение е „Пак самичко“ от 1935 година, но първият му сериозен поетически дебют е стихотворението „Улицата“ Началните творчески изяви на Вутимски са свързани с ученически и други леви издания – „Ученически подем“, „Звън“, „Светлоструй“, „Трезва младеж“ и др. Участва заедно с Александър Геров, В. Осиковска, Л. Йорданов и Ем. Манов в издадения от тях литературен сборник „Праг“ (1938); като студент – в литературен сборник „Жажда“ (1939). Публикува и в „Млад кооператор“, „Кооперативна просвета“, „Росица“, „Вестник на жената“; подписва се Ал. Вутов, Ал. Коцев, Ал. Вълканов. От май 1939 година редовно сътрудничи в издаваното от Владимир Василев списание „Златорог“, където са публикувани най-значителните и най-зрелите стихотворения на поета, подписани с псевдонима Александър Вутимски.
Вутимски е сред първите автори на творби с хомосексуална тематика и естетика в българската поезия.
Вутимски не успява да издаде приживе своя стихосбирка; остава неиздадена и художествената му проза, запазена в машинописен препис – 15 кратки есета, писани през 1941 – 1943 г. – „За простотата“, „За силата“, „За парите“, „За радостта“, „За красотата“, „За равенството“, „За най-смирените“.
През 2020 година излиза двуезичното издание „Синьото момче“, като стиховете в него са преведени на испански език от Марко Видал.

## Памет
През 2006 година община Своге и Съюзът на българските писатели учредяват в негова памет литературната награда „Александър Вутимски“

## Съчинения
- Стихотворения, 1960
- Избрани произведения, 1970
- Избрани произведения, 1979
- Не съм затворен кръг, 1983, изд. „Христо Г. Данов“
- Сатурнов пръстен. Избрани стихотворения, изд. „Сребърен лъв“, 1994
- Синьото момче разказва..., УИ „Св. Климент Охридски“, 2002
- Скитникът и враните, изд. „Захарий Стоянов“, 2005
- Опушена спирка, изд. „Верен“, 2008
- El muchacho azul/Синьото момче (двуезично издание на български и испански), 2020

### Творчество и биография
- От и за Александър Вутимски в Националния каталог на академичните библиотеки в страната НАБИС
- Стихотворения, разкази и есета на Александър Вутимски в Литературен клуб
- Стихотворения на Вутимски в Словото
- Биография на Вутимски в Литернет
- Андрей Ташев, „Александър Вутимски“, Речник на българската литература след Освобождението, Институт за литература на БАН

### Статии
- Димана Иванова, „О-хи-ку-сан“ на Александър Вутимски или за хомосексуалното като онтологично-скрито“, LiterNet, 14 септември 2008
- Иван Янчев, „Александър Вутимски: „Било е сън момчето от сребро...“, „Родна реч“, 2002, кн. 1 – 2
- Стоян Вълев, „Роден е Александър Вутимски – ничий поет“ Архив на оригинала от 2015-06-10 в Wayback Machine., knigi-news.com, 30 юли 2007
- „89 години от рождението на Александър Вутимски“ Архив на оригинала от 2015-06-10 в Wayback Machine., Kafene.bg, 30 юли 2008
- „Посветиха филм на Александър Вутимски“, в. Стандарт“, 5 март 2002